# Giro de Lombardía 1916
El Giro de Lombardía 1916 fue la 12.ª edición del Giro de Lombardía. Esta carrera ciclista organizada por La Gazzetta dello Sport se disputó el 5 de noviembre de 1915 con salida en Milán y llegada a Torretta después de un recorrido de 232 km.
La competición fue ganada por el italiano Leopoldo Torricelli (Maino) por delante de sus compatriotas Camillo Bertarelli (Ganna) y Alfredo Sivocci (Dei).
Gaetano Belloni, vencedor del año anterior, fue descalificado después de haber sido segundo en la línea de meta. 

## Clasificación general
| Posición | Ciclista            | Equipo     | Tiempo       |
| -------- | ------------------- | ---------- | ------------ |
| 1        | Leopoldo Torricelli | Maino      | 8h 41' 35"   |
| 2        | Camillo Bertarelli  | Ganna      | + 58"        |
| 3        | Alfredo Sivocci     | Dei        | + 5' 22"     |
| 4        | Angelo Vay          | Individual | + 20' 49"    |
| 5        | Arturo Ferrario     | Stucchi    | + 53' 00"    |
| 6        | Costante Costa      | Individual | m. t.        |
| 7        | Domenico Schierano  | Individual | m. t.        |
| 8        | Clemente Canepari   | Stucchi    | + 1h 02' 50" |
| 9        | Telesforo Benaglia  | Individual | + 1h 07' 25" |
| 10       | Ruggero Ferrario    | Individual | + 1h 09' 35" |